# Dave Matthews Band (incident à Chicago)
 (août 2023).
 (février 2024).
 (août 2023).
La mise en forme du texte ne suit pas les recommandations de Wikipédia : il faut le « wikifier ».
Les points d'amélioration suivants sont les cas les plus fréquents. Le détail des points à revoir est peut-être précisé sur la page de discussion.
- Les titres sont pré-formatés par le logiciel. Ils ne sont ni en capitales, ni en gras.
- Le texte ne doit pas être écrit en capitales (les noms de famille non plus), ni en gras, ni en italique, ni en « petit »…
- Le gras n'est utilisé que pour surligner le titre de l'article dans l'introduction, une seule fois.
- L'italique est rarement utilisé : mots en langue étrangère, titres d'œuvres, noms de bateaux, etc.
- Les citations ne sont pas en italique mais en corps de texte normal. Elles sont entourées par des guillemets français : « et ».
- Les listes à puces sont à éviter, des paragraphes rédigés étant largement préférés. Les tableaux sont à réserver à la présentation de données structurées (résultats, etc.).
- Les appels de note de bas de page (petits chiffres en exposant, introduits par l'outil «  Source ») sont à placer entre la fin de phrase et le point final[comme ça].
- Les liens internes (vers d'autres articles de Wikipédia) sont à choisir avec parcimonie. Créez des liens vers des articles approfondissant le sujet. Les termes génériques sans rapport avec le sujet sont à éviter, ainsi que les répétitions de liens vers un même terme.
- Les liens externes sont à placer uniquement dans une section « Liens externes », à la fin de l'article. Ces liens sont à choisir avec parcimonie suivant les règles définies. Si un lien sert de source à l'article, son insertion dans le texte est à faire par les notes de bas de page.
- La présentation des références doit suivre les conventions bibliographiques. Il est recommandé d'utiliser les modèles {{Ouvrage}}, {{Chapitre}}, {{Article}}, {{Lien web}} et/ou {{Bibliographie}}. Le mode d'édition visuel peut mettre en forme automatiquement les références.
- Insérer une infobox (cadre d'informations à droite) n'est pas obligatoire pour parachever la mise en page.

Pour une aide détaillée, merci de consulter Aide:Wikification.
Si vous pensez que ces points ont été résolus, vous pouvez retirer ce bandeau et améliorer la mise en forme d'un autre article.

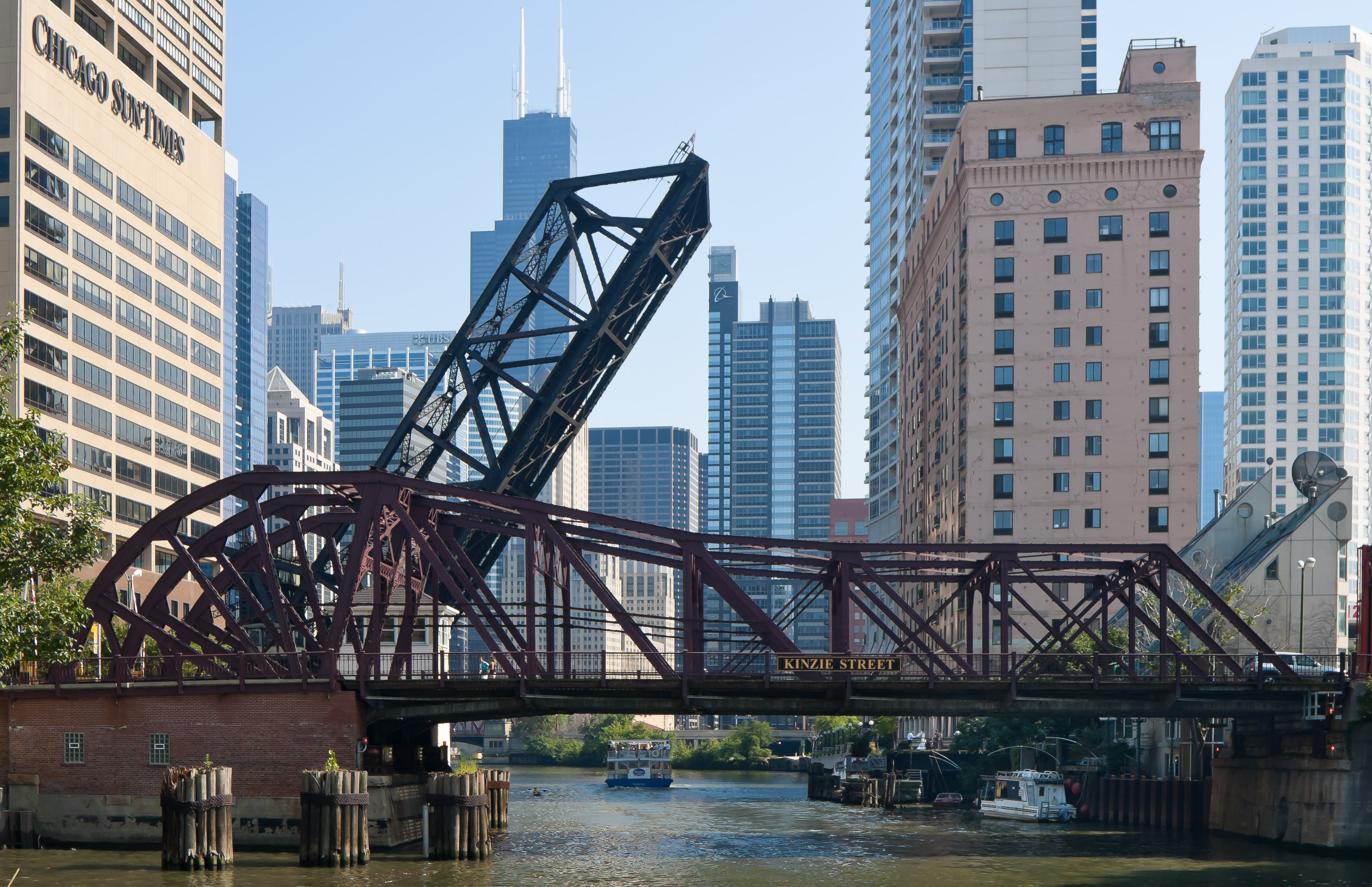
Kinzie Street Bridge (avant), le lieu de l'incident.

Le 8 août 2004 à Chicago, un bus-couchette utilisé par le Dave Matthews Band (un groupe de folk rock) a déversé en traversant le Kinzie Street Bridge les plus de 360 kg de déchets humains que contenait son réservoir d'eaux noires sur un bateau touristique naviguant dans la rivière Chicago en contrebas.
Dans le cadre d'un règlement juridique en 2005, le groupe a accepté de verser 200 000 $ à la protection de l'environnement et à d'autres projets. Le Dave Matthews Band a également fait don de 100 000 $ à deux associations qui protègent la rivière et ses abords. Le chauffeur de bus du groupe, Stefan Wohl, a plaidé coupable d'avoir vidangé les déchets en avril 2005.

## Contexte
Le groupe Dave Matthews avait réservé des chambres au Peninsula Hotel 108 E. Superior Street pour un spectacle de deux nuits au Alpine Valley Music Theatre à East Troy, dans le Wisconsin. L'incident s'est produit entre la première et la deuxième nuit du concert. Le groupe a réservé cinq bus pour son spectacle; Stefan Wohl a conduit le bus du violoniste de la bande, Boyd Tinsley.
Pendant les mois chauds, le Centre d'Architecture de Chicago propose une visite en bateau des bâtiments, le long de la rivière Chicago. Les bateaux touristiques ont des sièges passagers en plein air, où les visiteurs s'assoient pendant l’excursion.

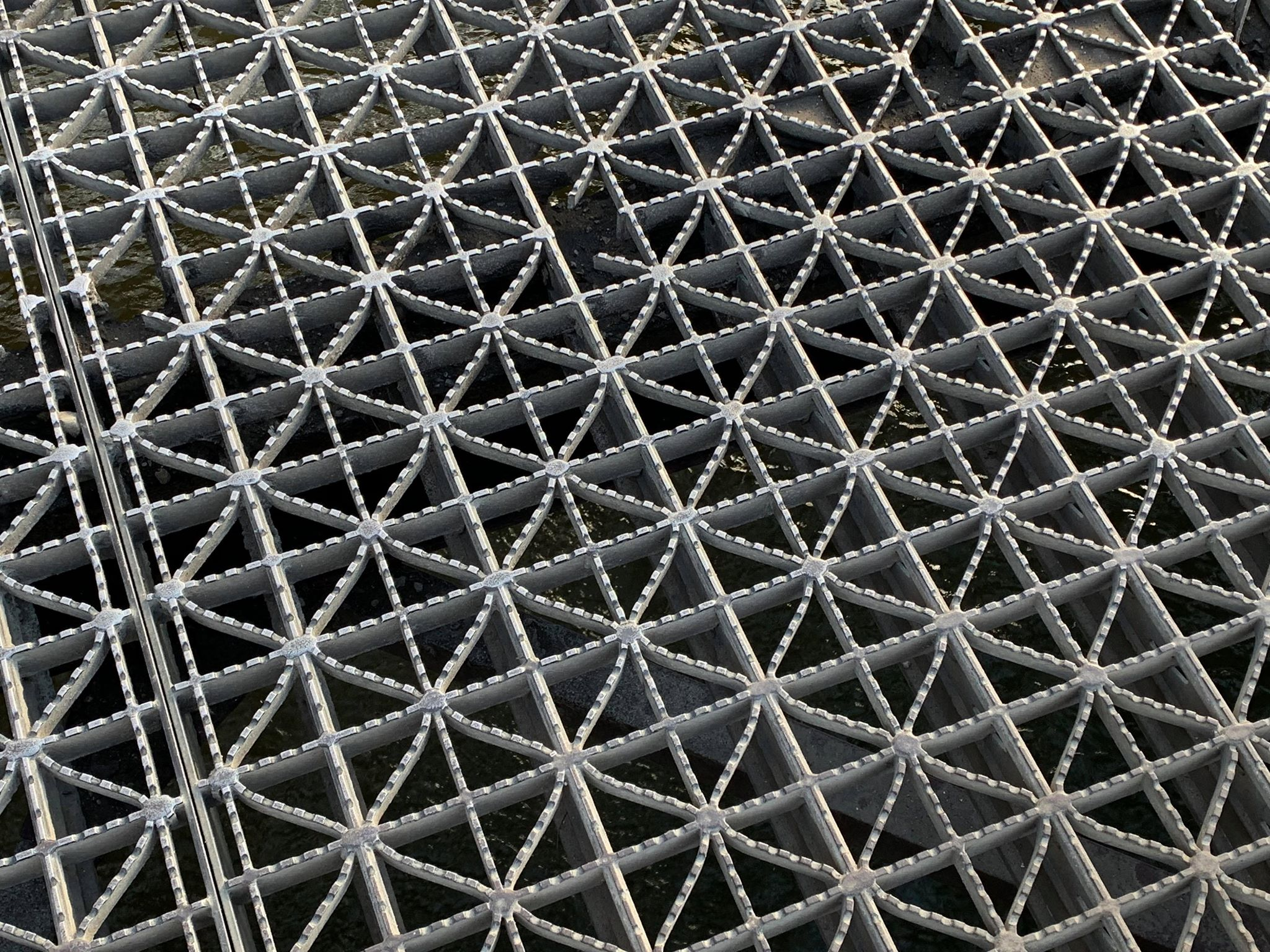
La surface de grille rivetée du pont laisse passer les liquides. La rivière Chicago est visible à travers les trous de la grille.

## Incident
Le dimanche 8 août 2004, à 13 h 18, Stefan Wohl est seul dans le bus de Tinsley et se rend à un hôtel du centre-ville. Il vidange le réservoir d'eaux noires du bus à travers les grilles métalliques en traversant le pont de la rue Kinzie.
Le bateau à passagers Chicago's Little Lady accueillait la visite de la rivière Chicago. En passant sous le pont, le bateau reçoit l'intégralité du contenu de la citerne sur les banquettes de sa terrasse à toit ouvrant. Environ les deux tiers des 120 passagers à bord du bateau d'excursion étaient trempés. Le bateau est immédiatement retourné à son quai, où tous les passagers ont été remboursés. Cinq passagers se sont rendus au Northwestern Memorial Hospital pour des tests. Selon le procureur général de l'Illinois, les passagers à bord comprenaient des personnes handicapées, des personnes âgées, une femme enceinte, un petit enfant et un bébé. Le dossier décrit l'incident :

« Les déchets liquides étaient de couleur jaune brunâtre et avaient une odeur nauséabonde. Les déchets humains liquides sont entrés dans les yeux, la bouche, les cheveux des passagers, ainsi que sur les vêtements et les effets personnels, dont beaucoup étaient trempés. Certains des passagers ont souffert de nausées et de vomissements à la suite de l'exposition aux déchets humains. »

Le pont du bateau a été nettoyé par son équipage et le service a repris pour sa visite prévue à 15 heures.

## Conséquences
Immédiatement après l'incident, le département de police de Chicago déclare qu'il enquête sur l'incident mais ne le considère pas encore comme un crime. Le 9 août, la Chicago Architecture Foundation publie une déclaration selon laquelle un témoin a enregistré des informations sur la plaque d'immatriculation, qu'il a remises à la police comme preuve. Le 10 août, le chauffeur de bus Jerry Fitzpatrick, qui conduit pour le groupe, est identifié comme le propriétaire de la plaque d'immatriculation du bus. Dans une interview téléphonique avec un journaliste du Chicago Tribune, Fitzpatrick nie avoir jeté les déchets, affirmant qu'il était garé devant l'hôtel du groupe à l'époque. Un publiciste du Dave Matthews Band publie une déclaration disant que la direction du groupe a déterminé que chacun de ses bus était garé au moment de l'incident.
Fitzpatrick, qui est à Effingham, Illinois, à l'époque, demande au Sgt. Paul Gardner du département de police d'Effingham d’inspecter le réservoir d’eaux usées du bus afin de prouver qu'il n'aurait pas pu la vider. Gardner rapporte au Chicago Tribune sur le téléphone portable de Fitzpatrick qu'il a inspecté le réservoir et qu'il était presque plein.
Les procureurs de l'État ont travaillé avec une salle de sport à proximité, le East Bank Club, pour identifier le bus incriminé sur la base des bandes vidéo de sécurité de la salle de sport. Le 24 août, la procureure générale de l'Illinois, Lisa Madigan, intente une action en justice de 70 000 $ contre Stefan Wohl, alléguant qu'il est responsable du déversement. Wohl nie avoir déversé les déchets et est soutenu par le groupe,. Le 25 août, le maire Richard M. Daley tient une conférence de presse au cours de laquelle il publie la bande vidéo utilisée comme preuve. Le maire Daley, lui-même fan du groupe, exprime sa conviction que le dumping était « absolument inacceptable ».
En mars 2005, Wohl plaide coupable de conduite imprudente et de déversement de contaminants pouvant causer la pollution de l'eau. Le Dave Matthews Band ne s’excuse pas immédiatement d'avoir précédemment soutenu son chauffeur. Il a été condamné à 150 heures de travaux d'intérêt général, à une amende de 10 000 $ à payer à Friends of the Chicago River, une organisation environnementale, et à 18 mois de probation. Le Dave Matthews Band a fait don de 50 000 $ au Chicago Park District, 50 000 $ aux Friends of the Chicago River et a versé 200 000 $ à l'État de l'Illinois en guise de règlement. Le Dave Matthews Band a accepté de tenir un journal des heures et des lieux où ses autobus vidangent leurs réservoirs d’eaux usées.
On pense que Stefan Wohl n'a pas réalisé qu'il y avait un bateau sous le pont lorsqu'il a déversé les déchets. Aucun passager n'a souffert d'effets durables sur sa santé physique à la suite du déversement.
Le 8 août 2023, la Riot Fest Historical Society a apposé une plaque sur le pont de la rue Kinzie commémorant le 19e anniversaire de l'incident.